# ماري أبيل
ماري أبيل (بالإنجليزية: Mary Abel)‏ هي اخصائيه تغذية وكاتِبة أمريكية، (ولدت في مونتور فالس في الولايات المتحدة 1850 – 1938 م).